# Sogō
K.K. Sogō (jap. 株式会社そごう, Kabushiki kaisha Sogō; chinesisch 崇光百貨有限公司, engl. Sogo Co., Ltd.) ist eine große japanische Kaufhauskette (depāto). Der Firmenhauptsitz befindet sich in Chiyoda, Tokio, das Stammhaus jedoch in Shinsaibashi, Ōsaka.
Gegründet wurde das Unternehmen 1830 von Ihei Sogō als Handel für gebrauchte Kimonos. Im Jahr 2000 geriet Sogo in finanzielle Schwierigkeiten, und so musste sich die Kette von unprofitablen Unternehmensteilen trennen. Als Ursache für die Probleme gilt die Unfähigkeit des damaligen Geschäftsführers, die Läden den modernen Zeiten anzupassen.
Das Unternehmen befindet sich gemeinsam mit dem Depāto Seibu Hyakkaten unter dem Dach der K.K. Sogō-Seibu, die eine 100%ige Tochter von Seven & I Holdings ist.

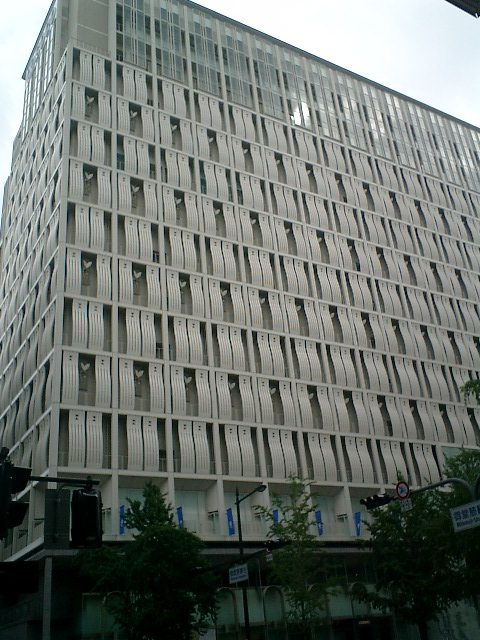
Sogo in Shinsaibashi
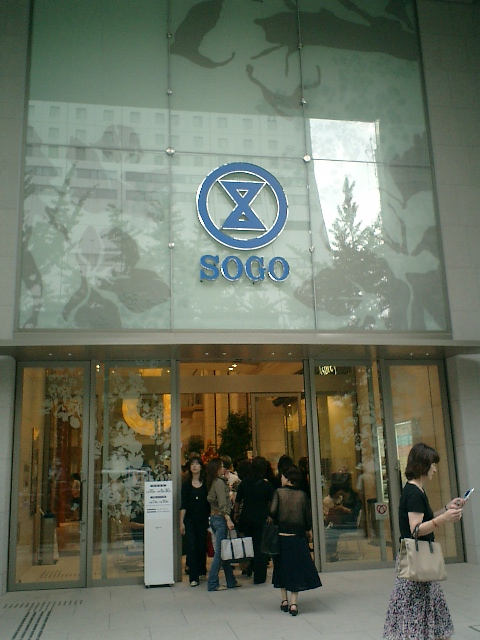
Sogo in Shinsaibashi
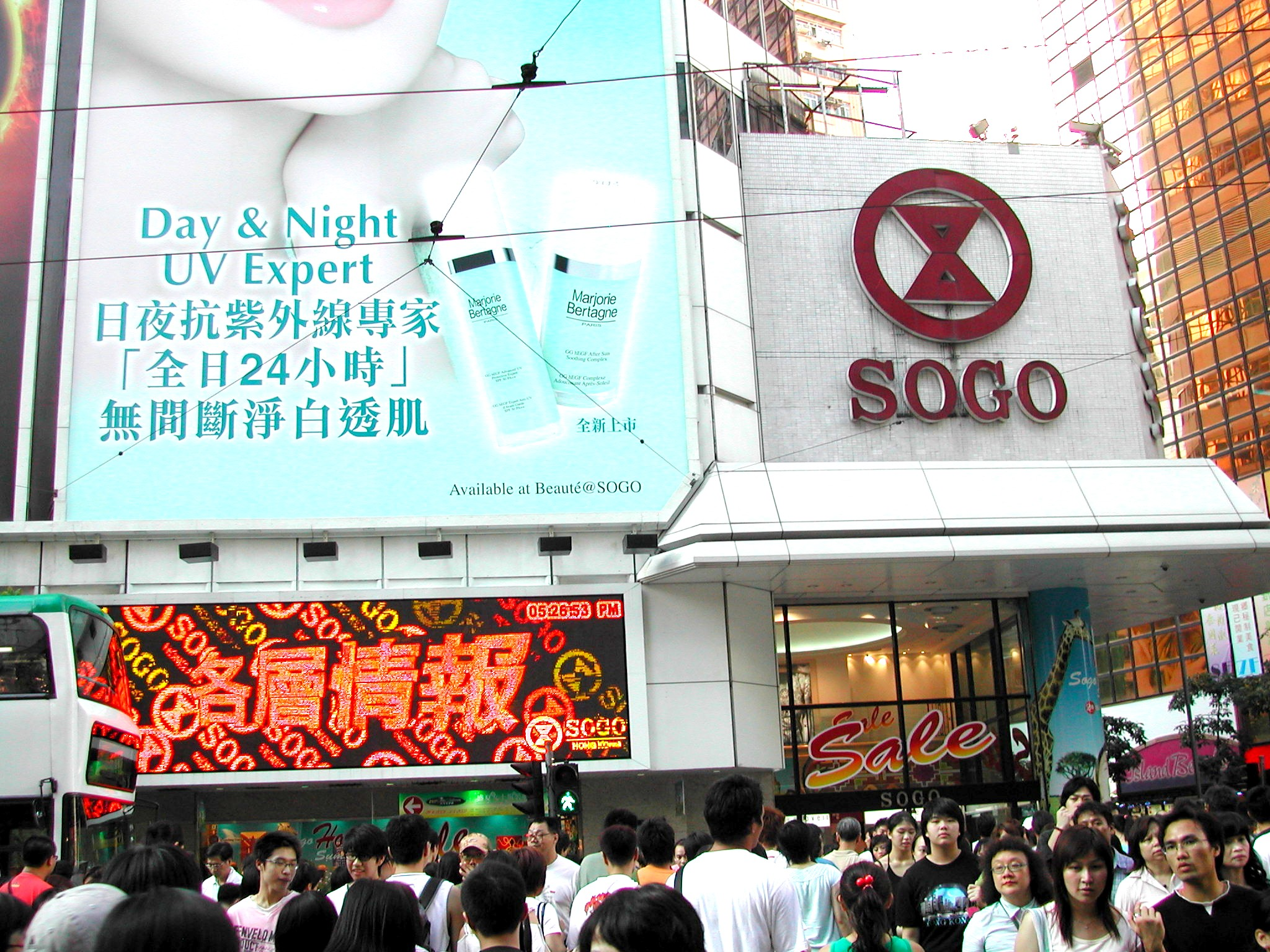
Sogo in Causeway Bay, Hongkong
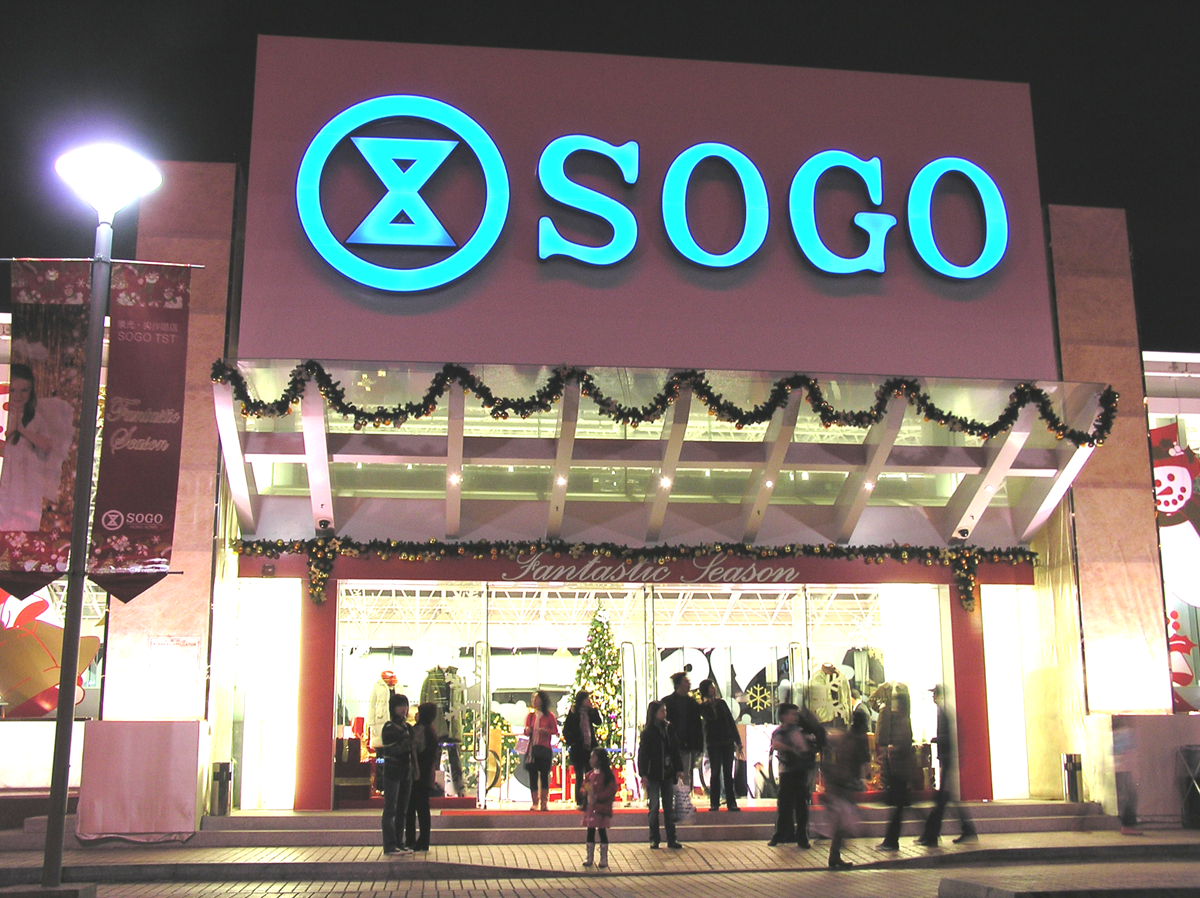
Sogo in Tsim Sha Tsui, Hongkong